# Apolonia Dorregaray Veli
Modesta Apolonia Dorregaray Veli (El Tambo, 12 de enero de 1914 - Lima, 16 de septiembre de 2002) fue una artista tradicional peruana, cultora del mate burilado de Junín. Es conocida como la "artista de mates del Valle de Mantaro" reconocimiento otorgado por José María Arguedas. Por su destacada labor recibió el Premio de Honor del Encuentro Inkari realizado en el Callao en 1973 y el Premio Nacional Gran Maestro de la Artesanía Peruana en 1995. 

## Biografía

### Herencia artística
Apolonia fue la tercera de siete hermanos, producto del matrimonio de Lorenza Veli y Toribio Dorregaray. A temprana edad aprendió de su padre, la técnica tradicional del burilado en mates, quien había aprendido a su vez de su padre, Manuel Dorregaray. Este último asimiló esta técnica en sus continuos viajes desde Cochas, hacia provincias de la sierra y la selva.

### Carrera artística
En 1964 realizó una exposición de su obra en la plaza Constitucional de Huancayo, este evento contó con la presencia del escritor peruano José María Arguedas. Al visualizar su obra, el autor de Los ríos profundos admiró el trabajo de Apolonia Dorregaray y posteriormente ayudó a difundirla a través de las ferias que organizó como Director de la Casa de la Cultura. En adelante, Dorregaray participó en distintas exposiciones mostrando su arte. 
En el 2014, para conmemorar el centenario de su nacimiento, el Ministerio de Cultura del Perú organizó una exposición retrospectiva de su obra denominada "Apolonia Dorregaray y el mate burilado tradicional del Perú, obra y legado a 100 años de su nacimiento".

### Continuidad artística
En 1944 nació su único hijo Sixto Seguil Dorregaray, quien continúa hasta la fecha con el arte del mate burilado. 

## Características del mate burilado
El mate (en quechua) o calabaza pertenece a la familia de las Cucurbitáceas, cuyo nombre científico es Legenaria Siceraria o Lagenaria vulgaris. También se conoce como Poro y Puru. El interior amargo de este fruto se desecha y una vez seco, se utiliza la corteza dura para fabricar utensilios domésticos cotidianos.
Existen mates decorados desde la época precerámica (alrededor de 5 000 años), que fueron empleados de manera utilitaria y ritual. Dichas formas, inicialmente geométricas y figurativas han evolucionado a complejas narraciones pictóricas de escenas diarias e históricas que incluyen tradiciones y leyendas. Por otro lado, existen mates sofisticados que presumen incrustaciones de Madre perla, Spondylus, nácar y durante el virreinato del Perú, plata.
Los mates del Bajo Mantaro fueron creados por encargo por gremios de artesanos para uso exclusivo de clases mestizas y campesinas. Se caracterizan por el fondo negro, minuciosos personajes frontales, mínimo uso de perspectiva, así como detalles de pueblos, paisajes y arquitectura. Estos mates no solo fueron recipientes, sino también se innovó para usarlos según su forma como joyeros, cofres y "azucareros".
Los mates del Alto Mantaro utilizaron además otras técnicas como el pirograbado y el teñido con anilinas. Usualmente representan escenas cotidianas del calendario campesino andino agrícola y ritual.

## Características del arte de Apolonia
La calabaza no es cultivada en Cochas al ser una especie de climas cálidos; sin embargo, a partir del siglo XX, se trasplantó a Cochas el oficio del burilador de mates. Actualmente, los campesinos, así como pobladores de otras localidades, utilizan los mates como vajilla o como depósito.
Los mates de Dorregaray están trabajados en la denominada "técnica huantina", la cual consiste en oscurecer la parte burilada. Asimismo, ella desarrolló el quemado o piro grabado, que deja una pintura indeleble sobre la superficie del mate, aprovechando un tronco seco de quinual o eucalipto al rojo vivo que con fuerza graba diferentes tonos de marrones. 
El manejo del buril (herramienta europea) es el fondeado, es decir la herramienta penetra profundamente dejando surcos marcados. 
Así mismo, en su obra se pueden apreciar temas relacionados con las costumbres populares de su región, como la fiesta de Santiago, que se conoce también como la marcación del ganado y la festividad de la Virgen de Cocharcas. También son frecuentes las representaciones de danzas folclóricas y en especial los viajes que realizaba su familia llevando especias, panes y mercancía para intercambiar por mates platos, así como los viajes a pie que hacía durante tres días desde Cochas hasta Huachigna para transportar mates. 
Apolonia también representa en su trabajo animales de la selva como felinos, aves y serpientes.

## Exposiciones
- 1966 Exposición y Cursillo de las Obras Artesanales del Valle del Mantaro en el Art Center de Miraflores.
- 1968 Concurso exposición y venta de Artesanía Popular en el Banco Industrial del Perú organizado en Huancayo.
- 1969 XXXIII Feria Regional del Centro, II Exposición de Arte Popular.
- 1977 Museo Contemporáneo de Arte Popular Peruano.[10]
- 1986 VII Exposición de Artesanía, MICTI en Los Descalzos, Rímac.
- 1986 Primera Feria de Turismo en la Feria del Hogar.[11]

- 1987 Galería de Exposiciones del Instituto Nacional de Cultura.[12]
- 1988 Museo Nacional de Antropología y Arqueología.[13]
- 1989 Pro-Desarrollo organizado por FREDEMO y dirigido por Mario Vargas Llosa.
- 2014 Apolonia Dorregaray y el mate burilado tradicional del Perú, obra y legado a 100 años de su nacimiento en el Ministerio de Cultura.